# Dörflesbach
Der Dörflesbach ist der knapp drei Kilometer lange, linke und westliche Quellbach des Motschenbachs im oberfränkischen Landkreis Kulmbach, der in der Gemeinde Mainleus verläuft. Er ist ein Nebenstrang des Motschenbachs und wird deshalb von manchen als dessen Zufluss angesehen.

## Geographie

### Verlauf
Der Dörflesbach entspringt etwa einen Kilometer nordwestlich des Weismainer Gemeindeteils Görau und 1,2 Kilometer südöstlich des Mainleuser Gemeindeteils Dörfles. Von dort aus fließt er in Richtung Dörfles nördlich an Buchau vorbei, bis er dann etwa 50 Meter vor Steinsorg mit dem Lopper Bach zum Motschenbach zusammenfließt.

### Orte
Der Dörflesbach fließt durch folgende Orte:
- Dörfles
- Buchau